# Dream (Michael Bublé-album)
 For alternative betydninger, se Dream. (Se også artikler, som begynder med Dream)
Dream er det andet studiealbum af den canadisk-italiensk jazzmusiker Michael Bublé. Albummet blev udgivet i Canada i juni 2002.
Bublé geninsdspillede sangen "Dream" til sit album Call Me Irresponsible fra 2007, og han indspillede også nummeret "Stardust" til sine to albums Michael Bublé Meets Madison Square Garden og Crazy Love fra 2009. Crazy Love-udgaven havde vokal af Naturally 7.

## Spor
1. "Dream
2. "Anema E Core
3. "I'll Never Smile Again
4. "Stardust"
5. "You Always Hurt The One You Love"
6. "Don't Be A Baby, Baby"
7. "Maria Elena"
8. "Daddy's Little Girl"
9. "Paper Doll"
10. "Surrender"
11. "Till Then"
12. "You Belong To Me"
13. "I Wish You Love"